# Pietro Calcagno
Pietro Calcagno (Fontanetto Po, 25 novembre 1858 – Roma, 7 maggio 1906) è stato un attivista, anarchico e pubblicista italiano.

## Biografia
Di umili origini inizia a lavorare molto giovane come garzone di un panettiere. A Torino nel 1881 partecipa allo sciopero dei fornai subendo il primo arresto. In contatto con Andrea Costa aderisce inizialmente al Socialismo. A causa del boicottaggio subito dai proprietari dei forni è costretto a trasferirsi a Roma dove aderisce all'Anarchismo e diventa uno dei più influenti agitatori operai della capitale. Nel 1889 è tra i principali organizzatori delle manifestazioni operaie e si mette in luce come "oratore affascinante e persuasivo" nei comizi, tanto da guadagnarsi un arresto e la condanna a venti mesi di reclusione. Nel 1891, dopo il congresso di Capolago dirige l'agitazione dei disoccupati romani, molto numerosi a seguito della crisi edilizia, e imprime al movimento un'impronta radicale in aperta polemica coi socialisti.
Tra i protagonisti dell'organizzazione della manifestazione del Primo  Maggio del 1891, viene arrestato dopo gli scontri avvenuti in piazza Santa Croce di Gerusalemme nel corso del comizio di Amilcare Cipriani. Viene condannato a un anno e mezzo di carcere a cui segue l'invio al domicilio coatto dove contrae la tbc. Negli anni successivi alterna arresti e l'invio al domicilio coatto a Varallo Sesia. Da qui, nel maggio 1899 riesce a fuggire in Francia e poi negli Stati Uniti d'America. Calcagno ha successivamente ricostruito il periodo di confino a Varallo nel libro Verso l'esilio (1905).
A Tampa gli viene affidata la direzione della sezione italiana del periodico La Voce dello schiavo/La Voz del esclavo. Nonostante l'aggravarsi della malattia dispiega "un'attività straordinaria, scrivendo e facendo conferenze", che prosegue poi a Barre (Vermont).
Alla fine del 1901 rientra in Italia, confidando nell'amnistia. Viene invece arrestato e inviato a Ventotene per terminare il periodo di domicilio coatto non ancora scontato. Sul suo caso si sviluppa un'intensa campagna di stampa condotta da giornali anarchici, socialisti e repubblicani e vengono presentate diverse interpellanze parlamentari. I repubblicani lo candidano alla Camera dei deputati in due collegi milanesi, sollevando "la più grave censura" degli anarchici, ma non viene eletto. Ne seguono dure polemiche tra repubblicani e socialisti che in uno dei due collegi avevano contrapposto a Calcagno Filippo Turati.
Dopo la ripresa della campagna per la scarcerazione in cui intervengono, tra gli altri Enrico Leone e Leonida Bissolati, Calcagno, ormai in gravi condizioni di salute, viene finalmente scarcerato. Nonostante la malattia continua a tenere conferenze pubbliche. Si spegne infine il 7 maggio 1906 al sanatorio Umberto I di Roma.